# Glaciațiunea Würm

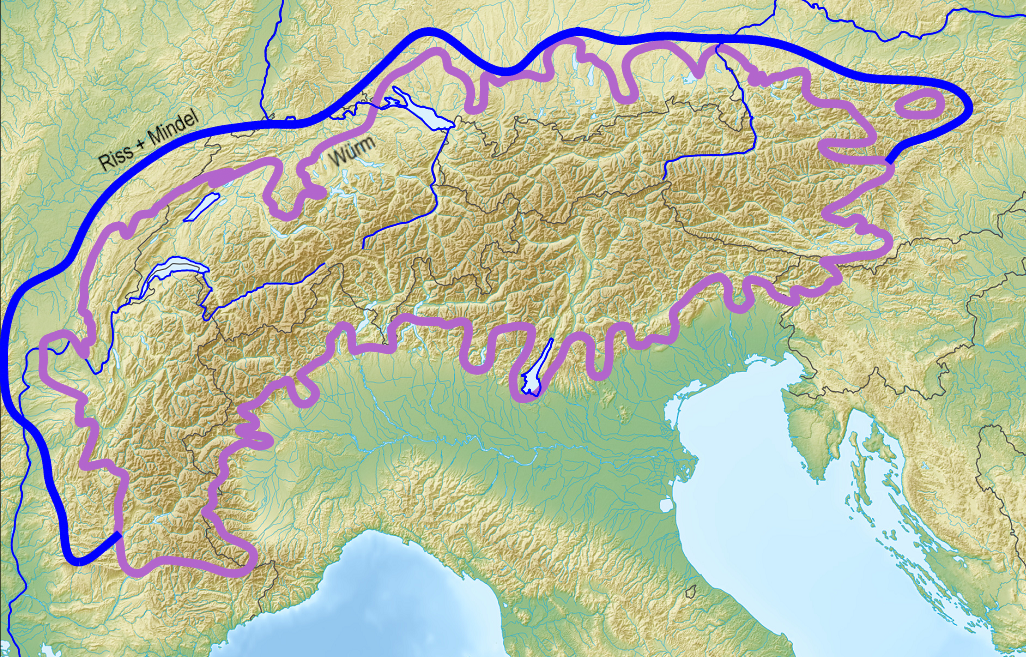
În violet — arealul păturii de gheață în timpul Glaciațiunii Würm ; în albastru — arealul păturii de gheață în timpul glaciațiunilor anterioare.

Glaciațiunea Würm sau Glaciația Würm (germană Würm-Kaltzeit ori Würm-Glazial ori Perioada Würm, colocvial cunoscută și ca Würmeiszeit sau chiar Würmzeit; conform clasificării articolului epoca de gheață), cunoscută în literatura de specialitate doar ca Würm, adesea scrisă doar "Wurm", a fost ultima perioadă glaciară din regiunea Alpilor, fiind glaciația care a fost cea mai aproapiată temporal de prezent din istoria naturală a lumii. 
În același timp, Glaciația Würm este cea mai recentă glaciațiune a unei regiuni extinse dincolo de arealul munților Alpi. Este denumită, precum majoritatea altor perioade glaciare din Pleistocen, după un râu, în cazul de față după en  Râul Würm din Bavaria, un afluent al Râului Amper.

## Clasificare temporală

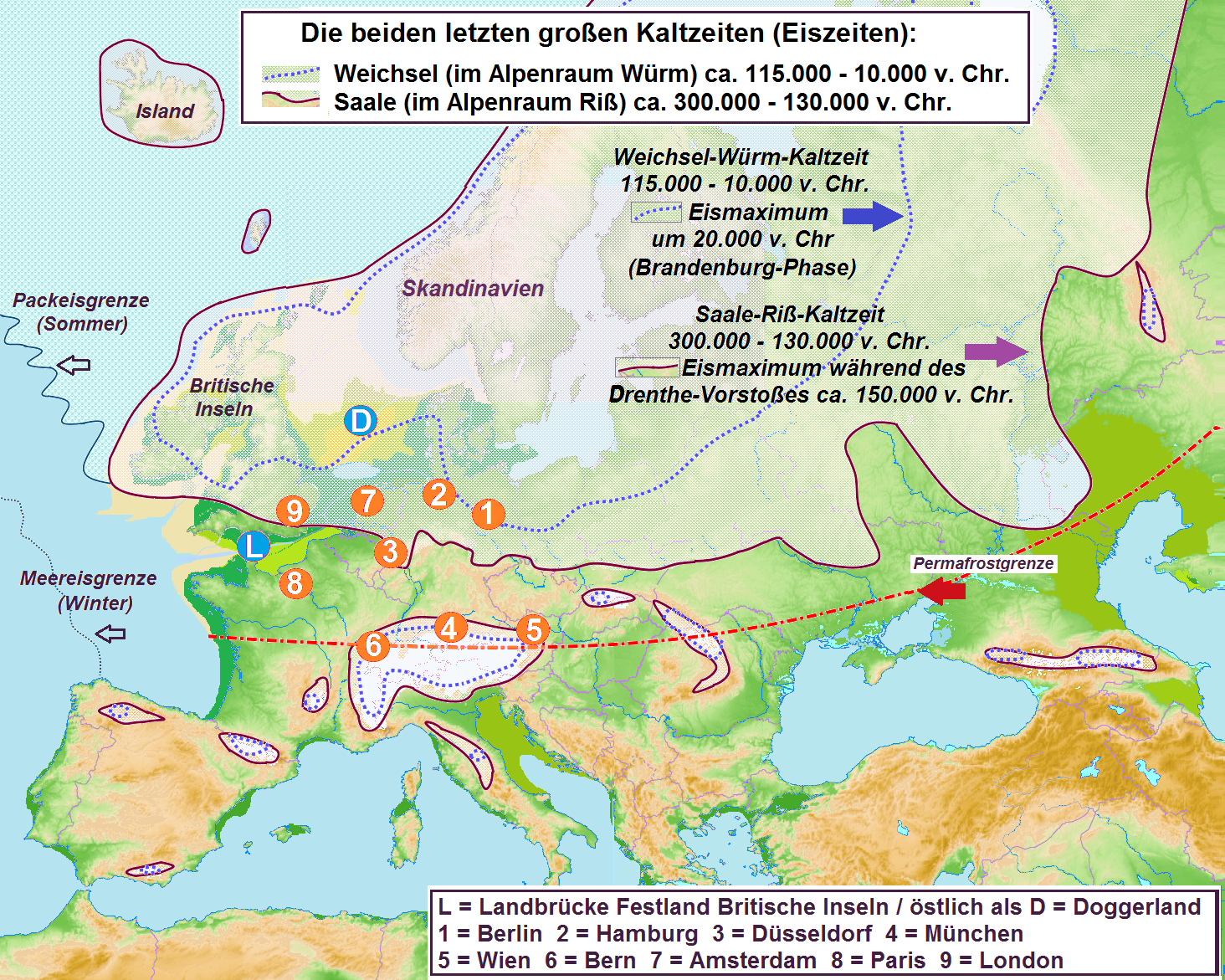
Hartă indicând Glaciațiunea Würm (la nord se situează glaciațiunea Weichseliană) în contrast cu glaciațiunea Saale). Avansul ghețarilor a fost întrerupt de mai multe ori de varii perioade mai calde, în timpul existenței omului vechi european (cel de Neanderthal, Homo neanderthalensis) ca succesor al celui de Heidelberg (Homo heidelbergensis), răspândit în zonele montane și de-a lungul limitei permafrostului spre nord și nord-est. Cu aproximativ 42 - 40 de mii de ani în urmă, Omul de Cro-Magnon s-a stabilit în aceste regiuni.

Intervalul descris de Glaciațiunea Würm poate fi datat aproximativ ca fiind cuprins între 115.000 până la 11.700 ani în urmă, depinzând de sursele de informații utilizate și de modul în care diferitele faze tranziționale ale perioadei dintre glaciațiuni și interglaciațiuni sunt alocate după unii sau alții.

## Temperatură medie anuală
Temperatura medie anuală în timpul glaciației Würm a fost sub −3 °C (astăzi este de circa +7 °C, în același areal). Această masivă schimbare a temperaturii medii a făcut ca toate plantele să treacă din domeniul de hibernare (temperaturi negative) în domeniul biotemperaturii. Ca atare, schimbările din floră, determinate prin diverse metode, printre care analiza polenului și stratigrafia rocilor sunt foarte eficiente în stabilirea limitelor perioadei. 

## Glaciațiuni corespunzătoare în întreaga lume

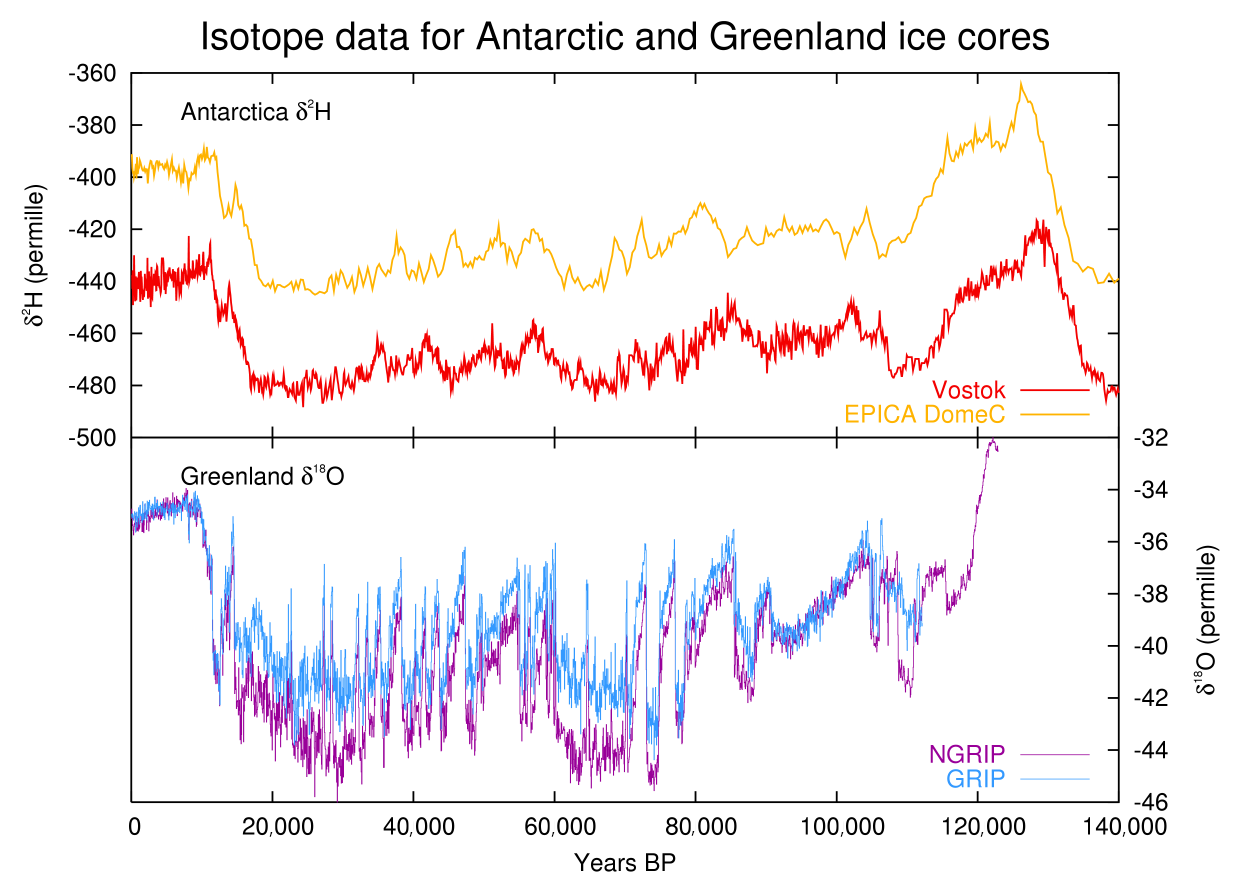
Glaciațiunea Würm, indicată prin eșantioane culese din miezul gheții, din Antarctica și Groenlanda.

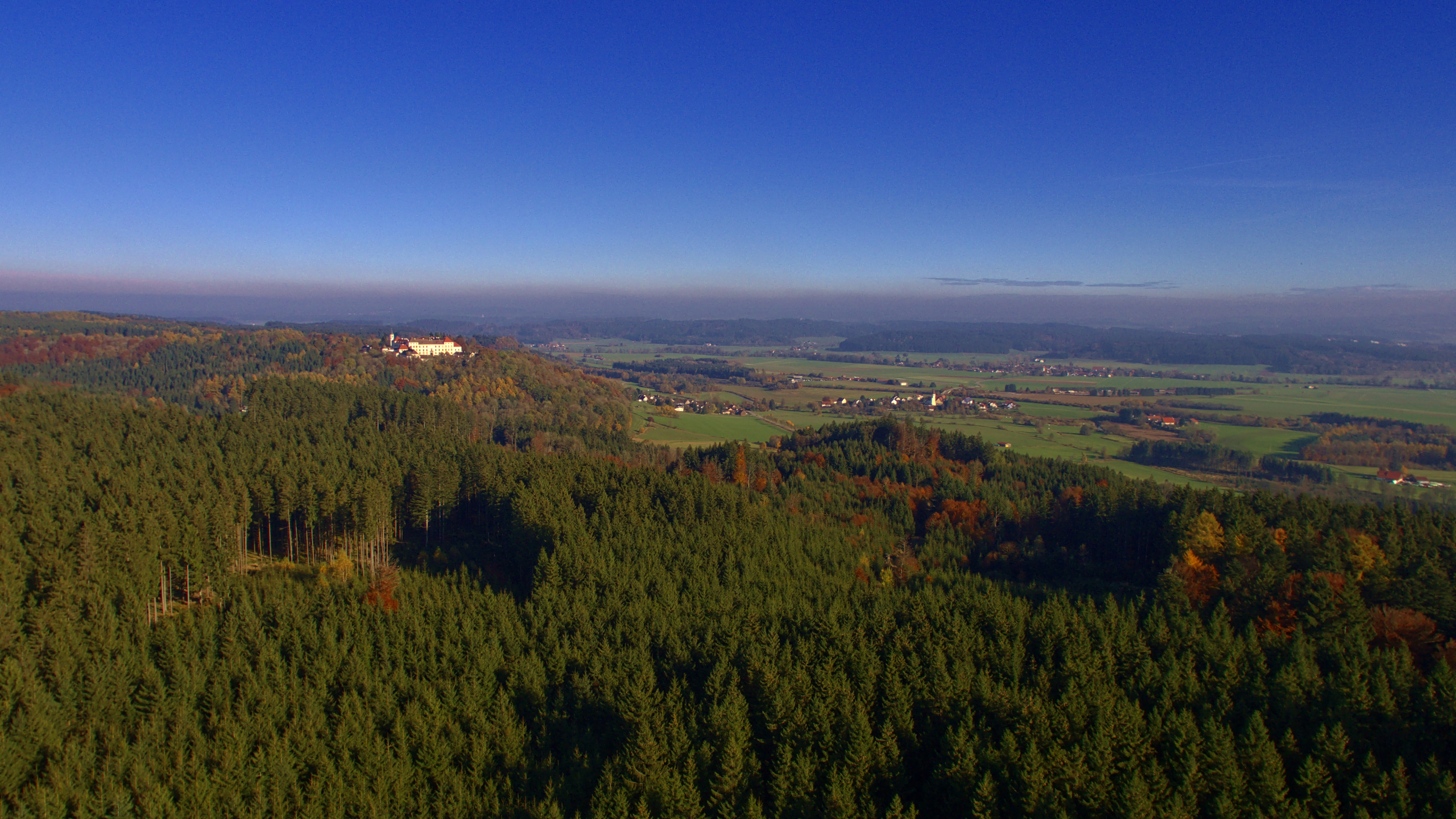
Morene și paturi de pietriș formate în perioada Glaciațiunii Würm, în apropiere de Leutkirch, Westallgäu, landul Baden-Württemberg, Germania — Castelul Zeil poate fi observat la stânga

Perioada corespunzătoare a glaciațiunii din centrul și nordul Europei este cunoscută ca en  Glaciațiunea Westallgäu. În ciuda schimbărilor globale, în varii climate, care erau responsabile pentru existența ciclurilor glaciare importante, datarea climatului alpin nu se corelează automat cu cele mai extinse mase de gheață ale Scandinaviei.  „Ultima glaciațiune” din America de Nord corespunzând Glaciațiunii Würm este denumită Glaciațiunea Wisconsin.

## Articole pe teme de glaciologie
- Aisberg
- Alpii înalți
- Antarctica
- Arctica
- Ablație (fenomen)
- Balanța masei unui ghețar
- Banchiză
- Calotă glaciară
- Calotă polară
- Circ glaciar
- Climatul calotelor polare
- Criosferă
- Ecoton
- Efectul de trecere
- Efectul Massenerhebung
- Gheață
- Ghețar
- Glaciațiunea Günz
- Glaciațiunea Saale
- Glaciațiunea Westallgäu
- Glaciațiunea Wisconsin
- Glaciațiunea Würm
- Glaciologie
- Încălzirea globală
- Înzăpezire
- Lac glaciar
- Lacul Toba
- Linia arborilor
- Linia ghețarilor
- Linia înghețului
- Linia de îngheț (astrofizică)
- Linia zăpezii
- Listă de țări în care ninge
- Listă de lacuri din România
- Morenă
- Nivologie
- Sculptura în gheață
- Serii de glaciațiuni
- Spărgător de gheață
- Tundră
- Tundră alpină
- Zăpadă
- Zonă de ablație
- Zonă de acumulare